# Cemil Bayık
Cemil Bayık (kurd: Cemîl Bayik)  (Keban, 1951), també conegut com a Cuma, és un dels cinc fundadors del moviment separatista kurd Partit dels Treballadors del Kurdistan (PKK), que encara estan vius i es troba entre els alts dirigents de l'organització, ja que és membre de la direcció del consell de 12 homes de la Koma Civakên Kurdistan (KCK), una organització «paraigua» política kurda, de la qual forma part el PKK i També forma part dels tres membres del Comitè Executiu del PKK, el cos principal de l'organització, que està format per Murat Karayılan i per Bahoz Erdal, un kurd sirià, que és el comandant militar del PKK.
Al primer congrés del PKK, el 1978, Bayik va ser nomenat secretari general adjunt de l'organització, amb la qual cosa es convertí en el segon home del PKK (després del mateix Abdullah Öcalan). Fins al 1995 fou el líder de l'ala militar del PKK: l'Exèrcit Popular d'Alliberament del Kurdistan (ARGK) i a principis dels noranta va ser el director del campament-acadèmia Mahsum Korkmaz, situat a la libanesa (però controlada per Síria) vall de la Bekaa.
Després de la captura del líder del PKK, Abdullah Öcalan, Bayik es va associar amb Murat Karayilan contra els reformistes del PKK, com a resultat, dirigents reformistes com ara Osman Öcalan i Nizamettin Taş (qui prèviament havia donat suport a Bayik contra Osman Öcalan en la lluita pel lideratge) i Kani Yılmaz van deixar l'organització. Karayilan fou el líder interí del PKK amb Bayik com el seu número 2. La posició de Bayik es va afeblir, però, quan Fehman Huseyin es va fer líder de la nova ala militar del PKK, les Forces de Defensa del Poble (HPG). Des de llavors, Bayik ha estat un líder polític al PKK i està a càrrec de les relacions de l'organització amb Iran.
Considerat com una figura polèmica, se l'acusa d'haver executat ni més ni menys que 300 membres del PKK des del 1980. Les seves capacitats com a comandant militar han estat criticades per molts líders del PKK, inclòs el mateix Abdullah Öcalan ha dit de Bayik que prefereix romandre darrere de la línia del front i l'ha acusat de matar 17 combatents del PKK ferits el 1992, en un intent per evitar ser capturats per les autoritats turques. En una entrevista amb Bayik el 2007, The Independent el va qualificar com la segona persona més poderosa del PKK.

## Les sospites de tràfic de drogues
El 20 d'abril de 2011, el Departament del Tresor dels Estats Units va anunciar la designació dels fundadors del PKK, Cemil Bayik i Duran Kalkan i altres membres d'alt rang com Specially Designated Narcotics Traffickers (o SDNT, per les seves sigles en anglès) de conformitat amb la Kingpin Act. Segons aquesta legislació, la designació congela qualsevol actiu que les persones designades puguin tenir sota la jurisdicció dels EUA i prohibeix als nord-americans realitzar transaccions financeres o comercials amb aquests individus.